# Ingvild

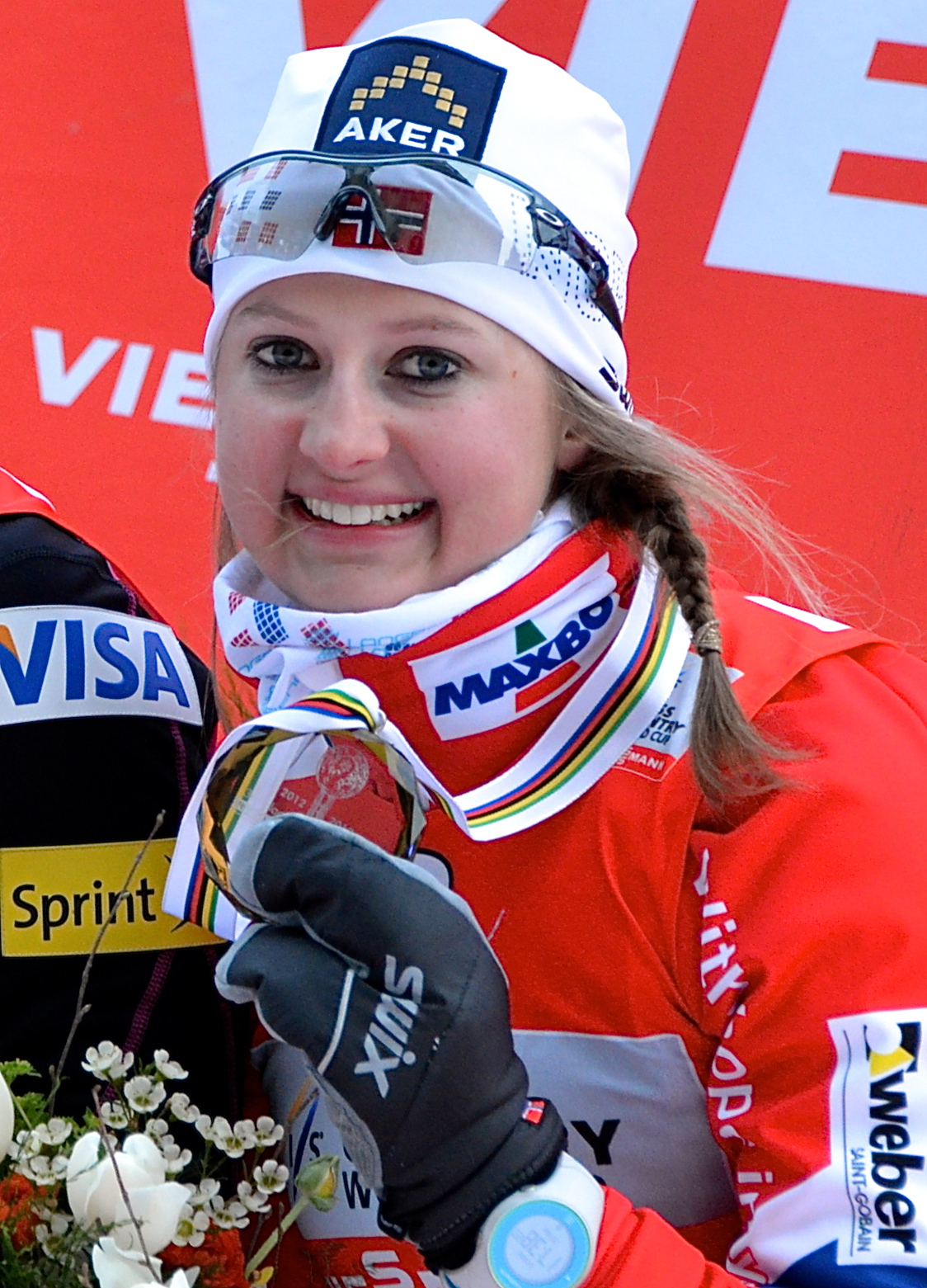
Ingvild Flugstad Østberg

Ingvild, Ingvill eller Ingvil är ett kvinnonamn, framför allt vanligt i Norge. Det är en form av kvinnonamnet Yngvild som är en sammansättning av gudanamnet Yngve som kommer från det fornnordiska ordet 'ing' och som betyder stamfar eller stammor, och 'hildr', som betyder strid.[källa behövs]
Den 31 december 2014 fanns det totalt 85 kvinnor folkbokförda i Sverige med namnet Ingvild, Ingvill eller Ingvil, varav 59 bar det som tilltalsnamn.
Namnsdag: saknas

## Personer med namnet Ingvild
- Ingvild Bryn, norsk journalist och programledare
- Ingvild Burkey, norsk författare
- Ingvild Flugstad Østberg, norsk längdskidåkare
- Ingvild Holm, norsk skådespelare
- Ingvild Isaksen, norsk fotbollsspelare
- Ingvild H. Rishøi, norsk författare
- Ingvild Snildal, norsk simmare
- Ingvild Stensland, norsk fotbollsspelare